# Cinema etnogràfic
El cinema etnogràfic, també anomenat film etnogràfic, és una classe de cinema elaborat generalment per etnòlegs, sociòlegs o antropòlegs. Concretament, es tractaria del documental plasmat en imatges d'una especialitat de l'antropologia, anomenada antropologia visual.
També és la forma d'obtenir una descripció fílmica detallada i una anàlisi del comportament humà basats en extensos estudis efectuats a l'àrea on el comportament té lloc.
Així doncs, podem dir que el cinema etnogràfic suposa la combinació de dues tècniques: la producció cinematogràfica i la descripció etnogràfica, en la qual l'investigador realitza una observació participant intensiva per tal de comprendre "des de dins" de la cultura estudiada.
D'aquesta manera, un cineasta pot fer, sense pretendre-ho, cinema etnogràfic. Des dels inicis hi ha hagut una discussió sobre el documental i el cinema etnogràfic, tot i que les seves estratègies de gravació són molt diferents. Karl Heider, un dels primers teoritzadors del cinema etnogràfic, proposa que la filmació etnogràfica ha de complir amb els mateixos criteris que la monografia escrita, però manté la producció de cinema etnogràfic lligada a les tècniques i criteris estètics del cinema documental, en què la càmera no forma part del procés de recerca i el treball de camp és anterior a la descripció cinematogràfica.

## Desenvolupament històric
Els primers continguts cinematogràfics van ser purament documentals, no va ser fins més tard que es va introduir el relat imaginatiu i el guió.
La categoria de documental etnogràfic és una mica enganyosa, ja que en ella s'hi troben films d'exploradors, de viatgers, de cineastes independents i de reporters de televisió. El documental etnogràfic va tenir el seu despertar, la seva època experimental i ara hi ha certes pel·lícules en llargmetratge comercials que es poden considerar d'etnografia o d'antropologia, com per exemple El gran silenci.
La fotografia i el video s'ha utilitzat des dels seus orígens per documentar diferents aspectes de la vida social i cultural dels humans. A finals del segle XX els viatges d'exploració científica ja van incorporar les primeres càmeres cinematogràfiques i, el 1922, va aparèixer el que es coneix com el primer documental: Nanuk, l'esquimal (Nanook of the North). Tanmateix, va ser el treball pioner de Margaret Mead i Gregory Bateson, realitzat els anys trenta a Bali i Nova Guinea, que va desenvolupar una nova metodologia de filmació amb l'objectiu d'analitzar sistemàticament el comportament no verbal.
Això va donar pas, als anys seixanta i setanta, a l'aparició de diferents estratègies de recollida de dades lligades a noves metodologies d'anàlisi del comportament, com l'etnometodologia, l'anàlisi micro-social, l'anàlisi del discurs oral, l'anàlisi conversacional, la kinesia o la proxèmia.
Un exemple molt representatiu d'aquest gènere és Cannibal Tours (1988) de Dennis O´Ruorke, rodat en el riu Sepik de Nova Guinea en el qual turistes occidentals filmen el grup ètnic iatmul a la recerca de canibalisme ritual.